# سوق بريمر
تقع سوق بريمر في وسط المدينة الهانزية، وتعد واحدة من أقدم الساحات العامة في بريمن. وتقع علي مساحة مفتوحة تقدر ب 3.484 متر مربع، بها خمس طرق مفتوحة ويعقبها ميدانين، ولن تجد في وقتنا الحالي يحدث مثل ذلك.
وذلك باستثناء الأسواق الحرة وأعياد الكريسماس. ويسمي السوق كذلك (صالون) من خلال السكان الاضلييون للمدينة .

## الموقع
ويقع ميدان سوق بريمر في الجزء الشرقي من البلدة القديمة على الضفة اليمنى لنهر فيزر، وغير موجه نحو الشمال الغربي إلى الجنوب الشرقي. وفي الزاوية الغربية له شارع طويل مفتوح، وجسر، ويلتأم مع بريمن عند نهايته الشمالية.
وفي الشرق المطلة على ساحة سوق الأعشاب وعلى الجنوب من قبل الطريق «في السوق ( آم ماركت)». وساحة السوق لها شكل شبه منحرف والي حد ما متساوي بعض الشئ. الجهة الشمالية الشرقية منه يبلغ طولها 60 مترا، ويبلغ مقياس الجهة الجنوبية الشرقية له 54 متراً، والجانب الشمالي الغربي حوالي 51 متراً، والجانب الجنوبي الغربي 74 متراً.
ويعد السوق بأكمله، فضلا عن بعض الشوارع الملحقة به، منطقة للمشاة. ومع ذلك فإن مسارات الترام ( قطار التورماي) تؤدي الي سوق الأعشاب من الخطي الثاني والثالث ( 2 و 3) علي الجانب الشمالي الغربي من الساحة بين مجلس المدينة (مركز البلدية) ورولاند علي امتداد الطريق العلوي .

## التاريخ والتطوير
البدايات

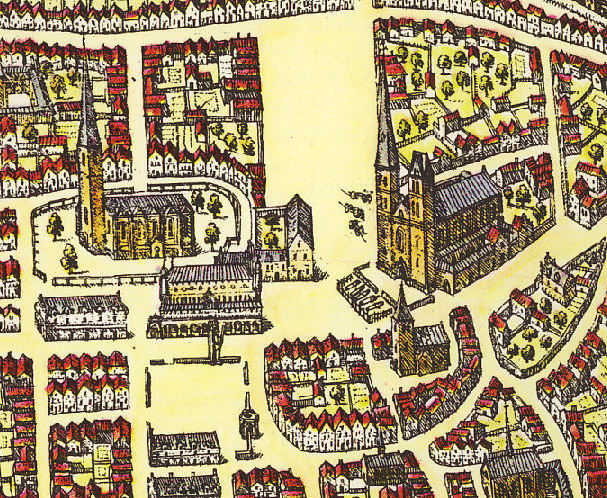
1589: ساحة السوق، بالنقش النحاسي الطوبغرافي الغير دقيق ، من قبل فرانس هوجين بيرج (Frans Hogenberg).

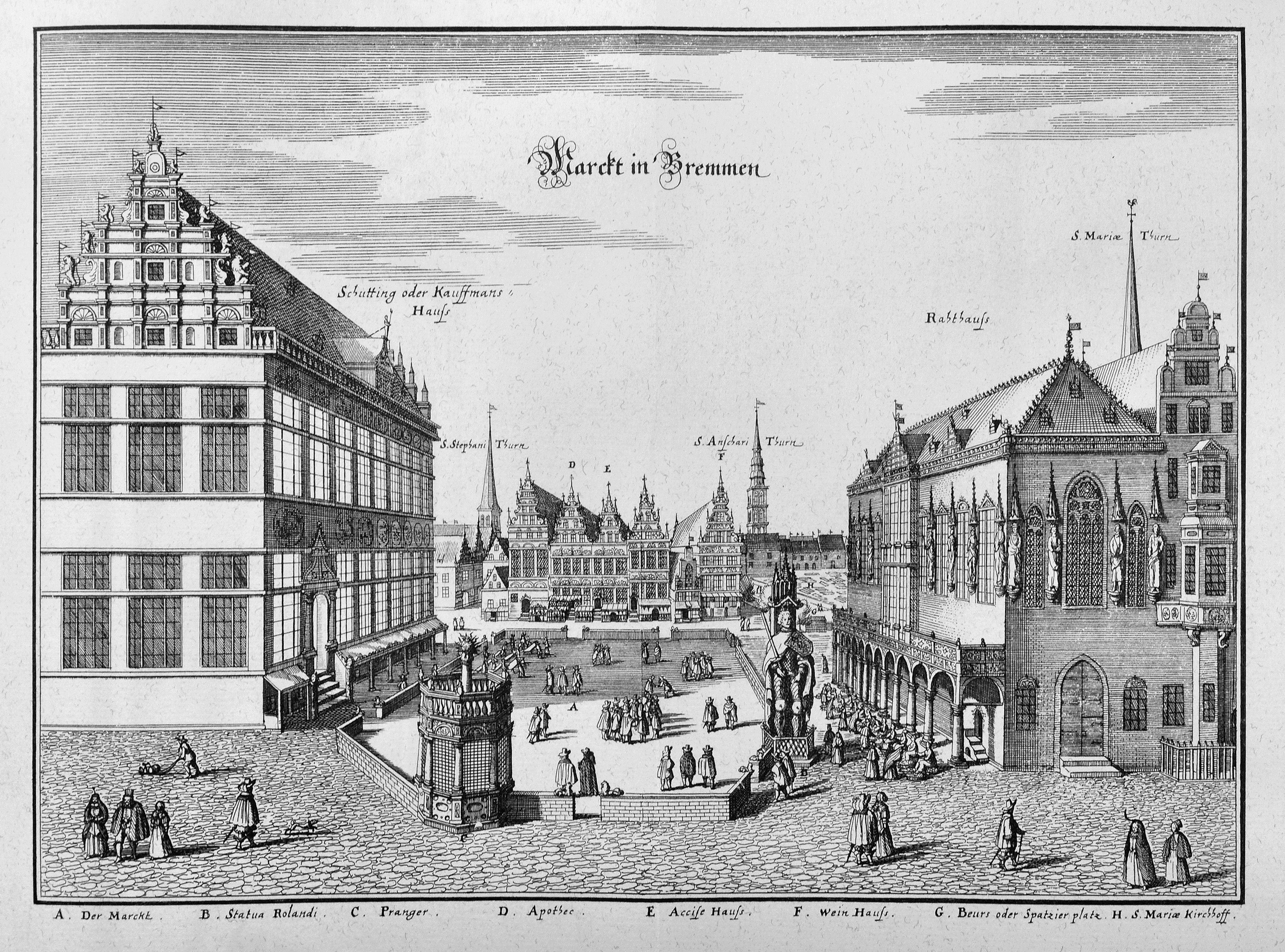
مريان الأكبر : ساحة السوق من الجنوب الشرقي. شمالاً بريمين ، ويميناً مجلس المدينة (مركز البلدية).

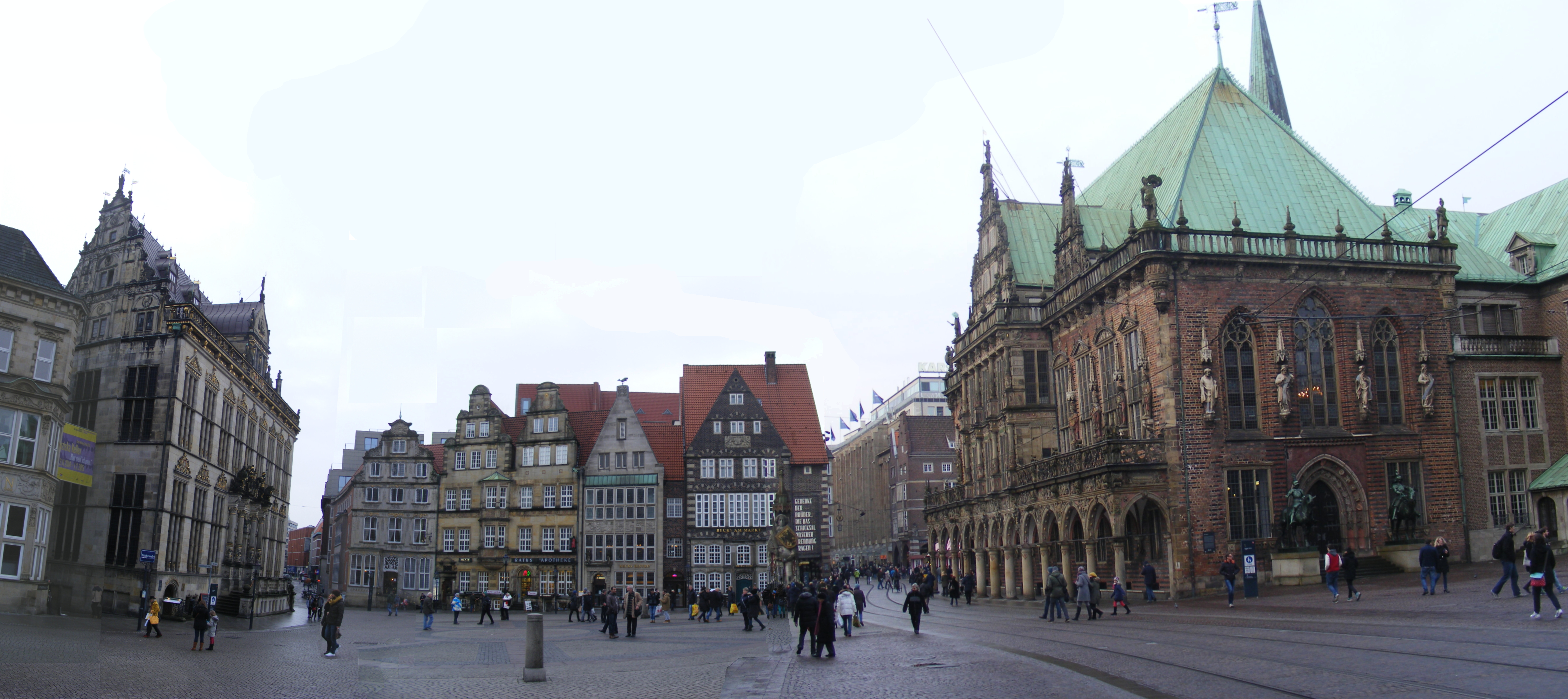
سوق بريمر من الجهة الجانوبية الشرقية ، مونتاج للصور مع امكانية المشاهدة من ميارن.

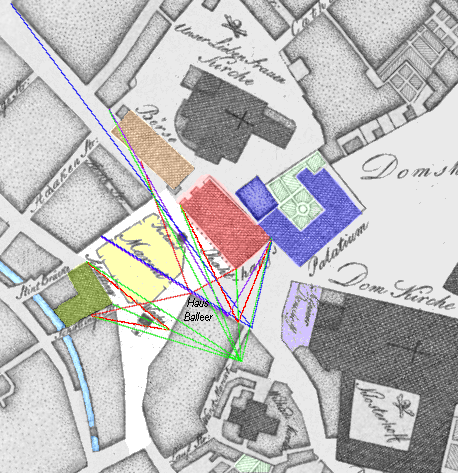
المسقط المعماري للسوق : (الأحمر) مبني مجلس المدينة (مركز البلدية) ، الأزرق بريمين (Palatium) ، (الزيتي) بريمين (Schütting) ، (البني) البرصة القديمة ، 1614-1687 مساحة خالية (بعد هدم اكشاك الأحذية التي كانت موجودة آن ذاك).

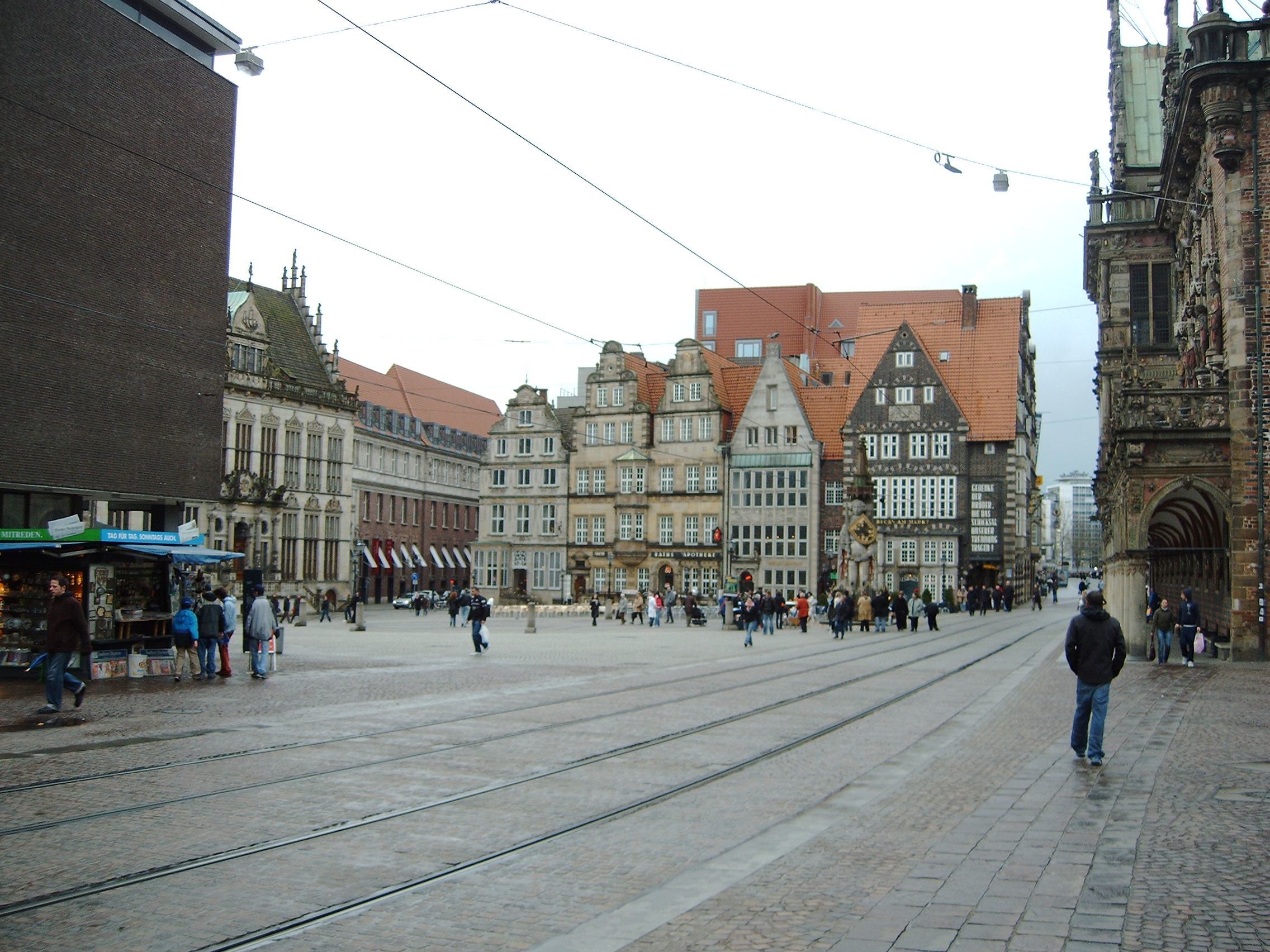
الحافة اليسري من الصورة : بيت المواطنة ، خلف بريمين (Schütting)، ويميناً مجلس المدينة (مركز البلدية).

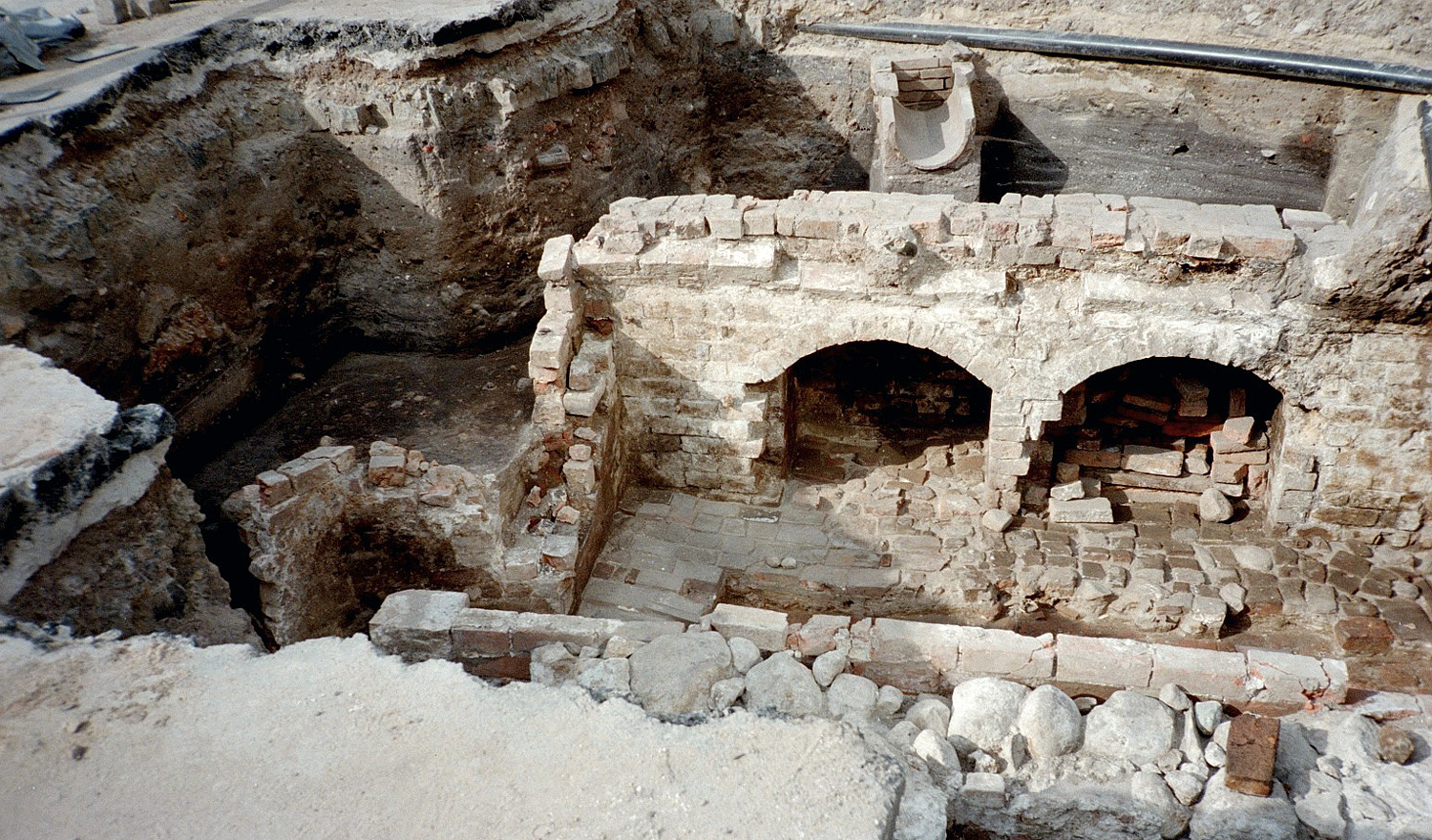
الحفر في عام 2002.

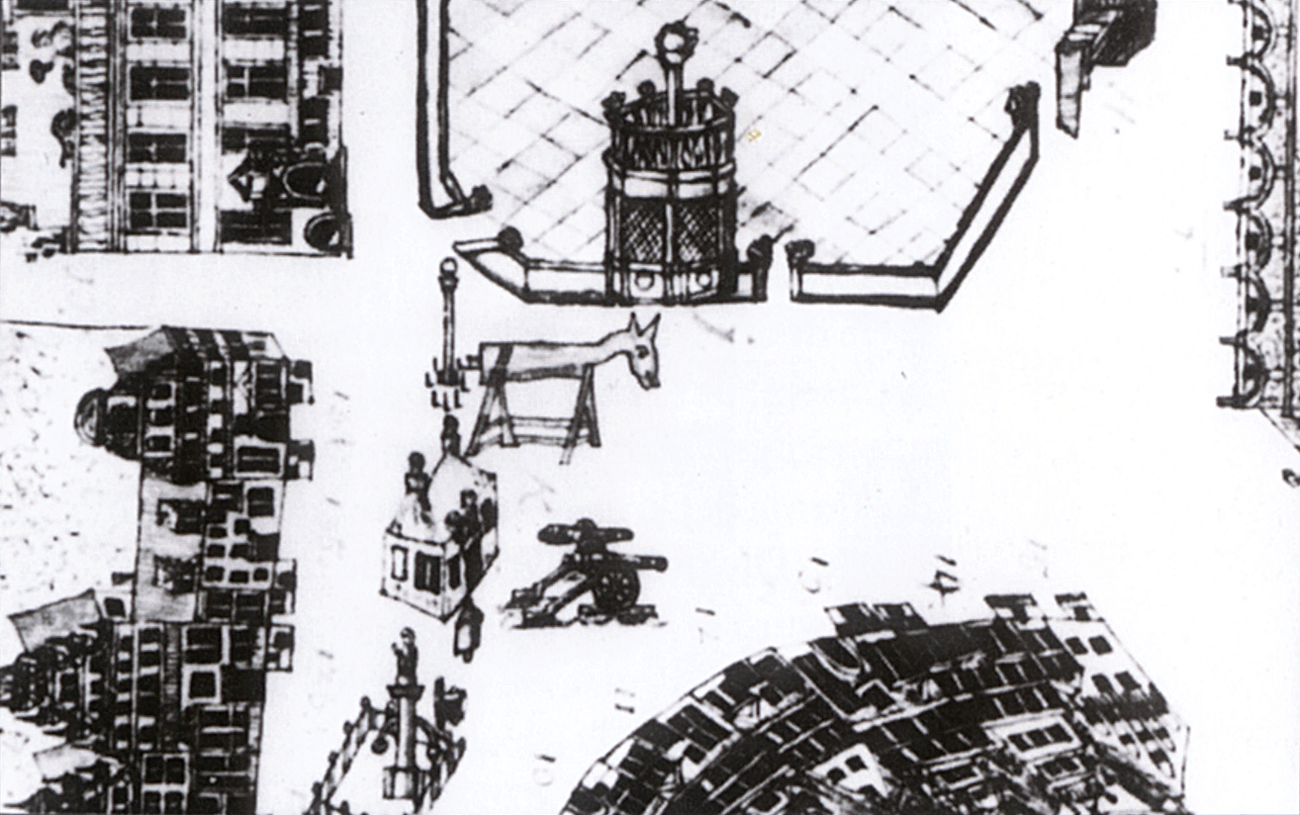
تصوير في حوالي عام 1730 (علي الحافة العلوية اليسري لبريمين (Schütting) ، والجزء الأيمين من جبهة مبني البلدية.

اشتبه في اثناء عام 1950، وكن هذا قبل بناء قاعة مجلس المدينة (مركز البلدية) ربما في أوائل القرن التاسع، التي أسسسها المطران(الأنبا) القديس (بيشوف فيرلش) Bischof Willerich .

## البناء
تعتبر الفرقة المسؤولة عن تحديد اطار سوق بريمر واحده من أفضل الفرق في ألمانيا . وقد تم تسليم جزء منه مع تمثال رولاند ومركز البلدية في يوليو من عام 2004 في قاعة اليونسكو للتراث العالمي . ويعتبر تصميم السوق موحد تماماً بمواد الحجر الرملي بما في ذلك البريمين Schütting ، والطوب الرملي والكلنكر - الكنكر : مادة اساسية تستخدم في صناعة الأسمنت - بما في ذلك قاعة مجلس المدينة ( مركز البلدية ) والمواطنة.
الجانب الشمالي الشرقي
يوجد في الجانب الشرقي من الساحة منذ نشأتها قاعة مركز البلدية، وقد بُنيت في السنوات 1405 - 1410 علي التصميم القوطي - المقصود بالقوطي المدبب والبربري حيث كان تصميم المباني القوطية من عمل البنائين الذين كان لديهم معلومات هندسية تمكنهم من قيادة العمال المهرة في كل مواقع العمل في المحاجر والحدادة ومواقع البناء -، وأخذت شكلها الحالي في السنوات 1608 - 1612 تحت إشراف المهندس المعماري لودرفون بينتيم ( Lüder von Bentheim ) . وقد تمت هذه التجديدات لواجهة السوق بأكملها، وتزيينيها علي طراز فيزر في عصر النهضة .
الجانب الجنوبي الشرقي
في أواخر القرن القرن الخامس عشر 15 ، على هذا الجانب ومن ساحة سوق الأعشاب المجاورة وقبل كاتدرائية بريمن، تم بناء منازل جملوني مصممةً بشكل متقن، والبعض منها كان قد يصل إلى أربعمائة 400 من الأوراق المالية السنوية. و جاء بيت ال Balleersche والسوق 26/الحي أو الزاوية و سوق الأعشاب، مع القوطية، والجملون من القرن ال15.
وقد انضمت خمسة منازل جملوني أخرى، معظمها علي الطراز الباروكي، و تم بناء منازل جملوني خلال بناء بريمن للبورصة الجديدة في السنوات 1860 و 1863 ونقل خط عاد مرة اخري بنحو عشرة أمتار.

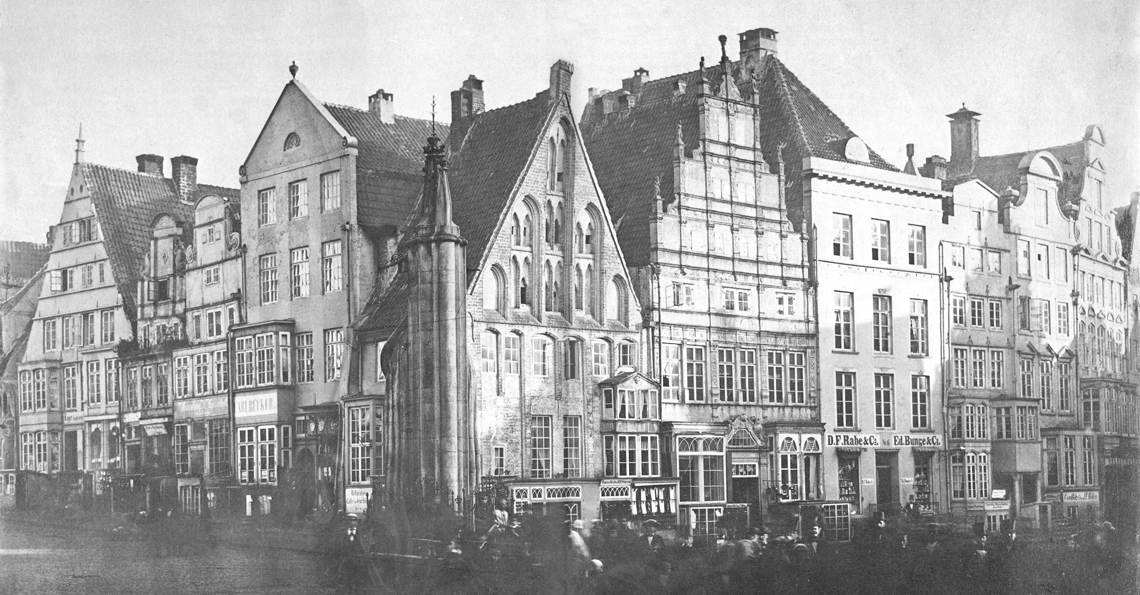
1859 : مباني الجهة الجانوبية الشرقية قبل الهدم بقليل.

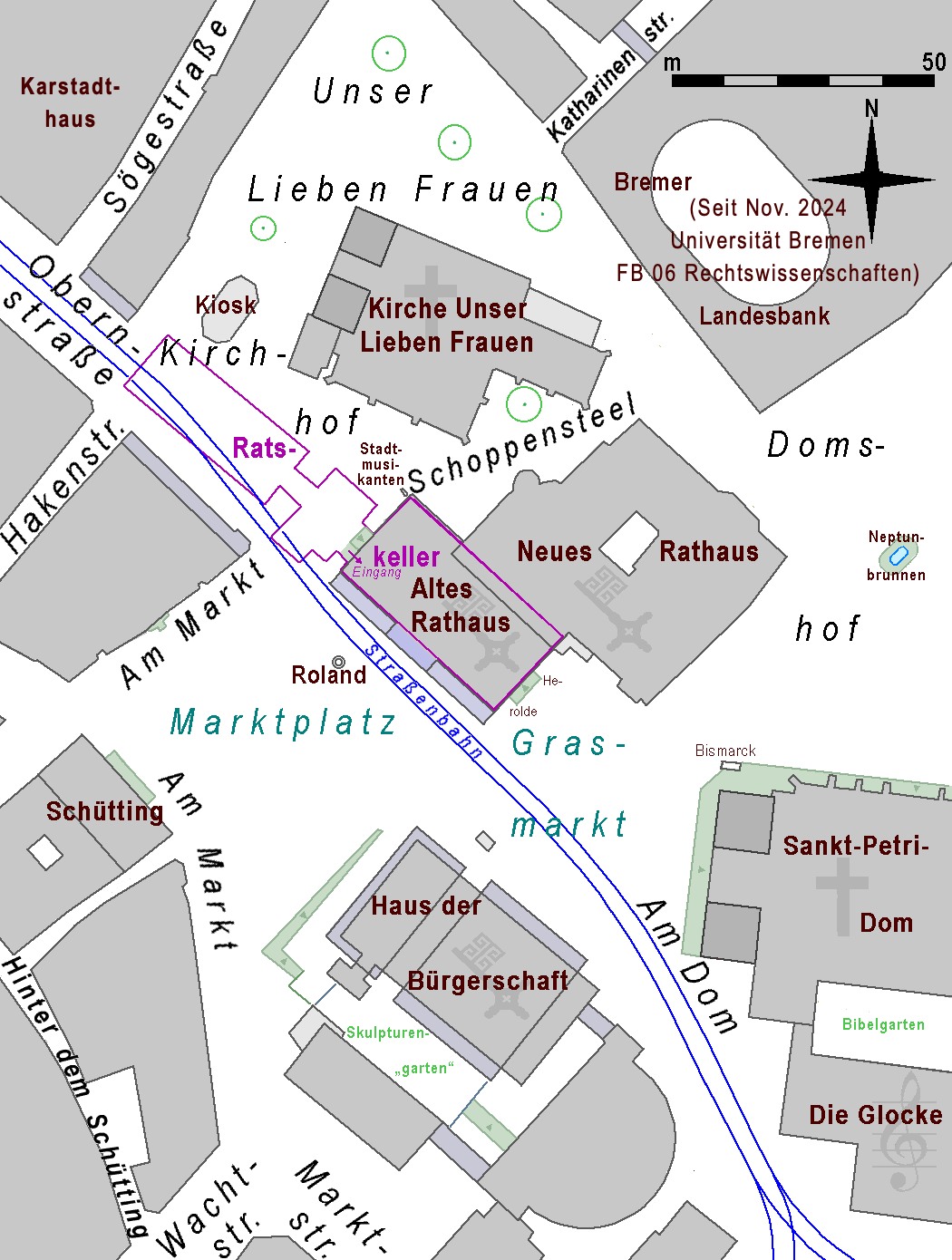
السوق بين قاعة مركز البلدية وبريمين Schütting و مبني المواطنة. حايا

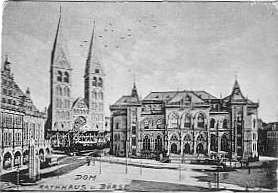
البورصة الجديدة مع كتدرائية بريمين ودار البلدية وبطاقات بريدية حوالي 1900.

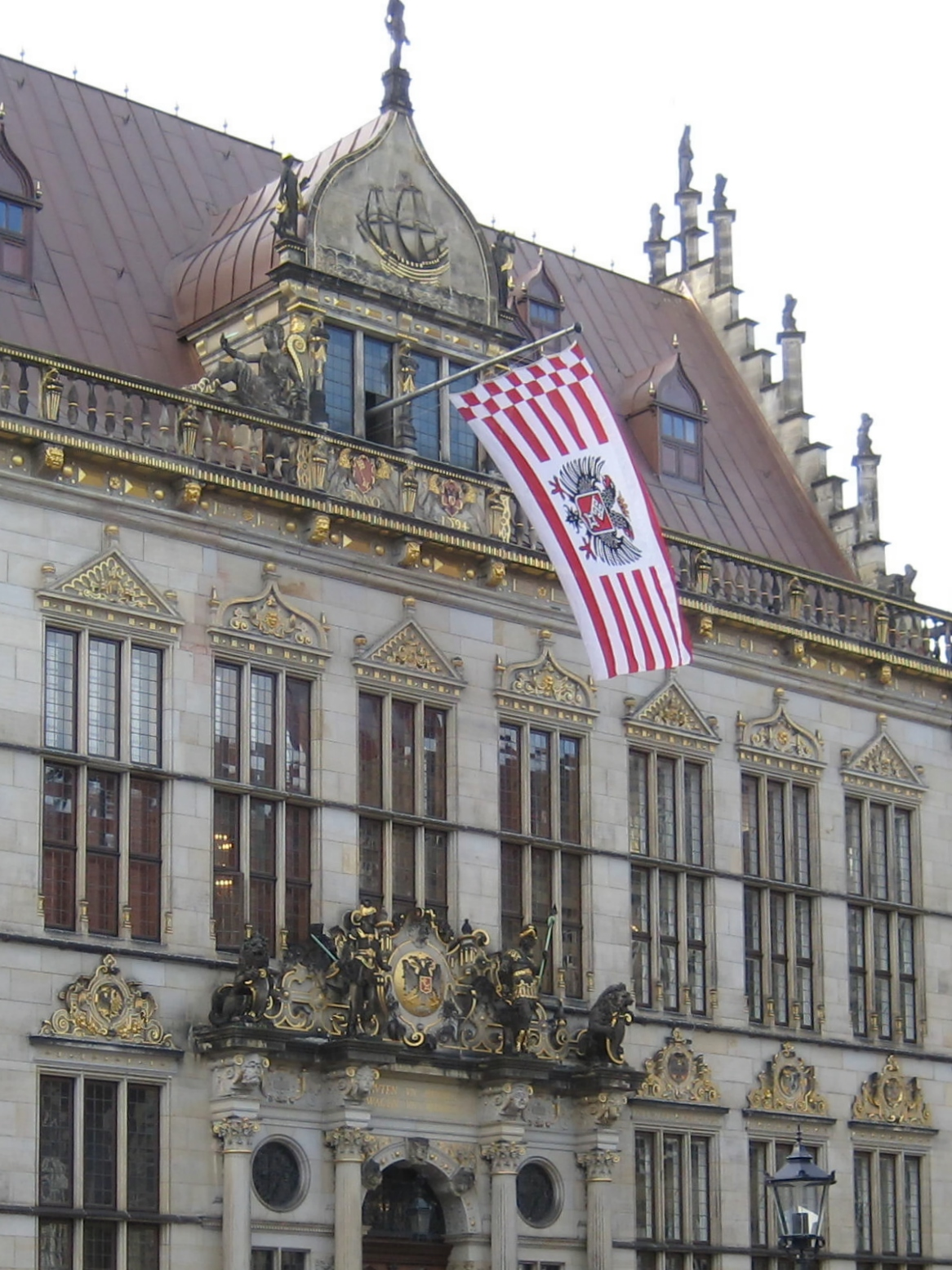
بريمين Schütting

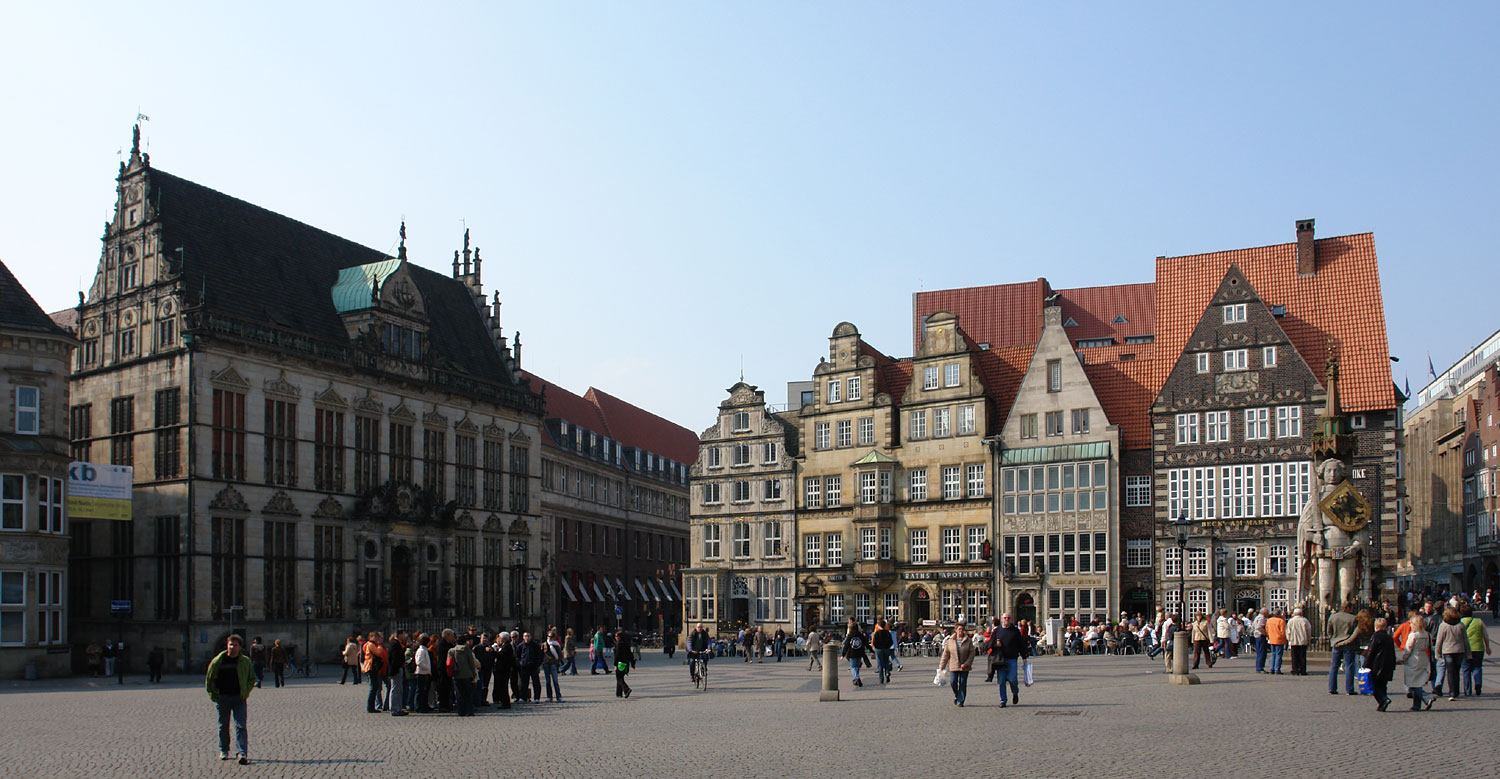
البريمين Schütting ومنازل الجملون، ووراء رولاند البيت الألماني.

## تصميم المكان

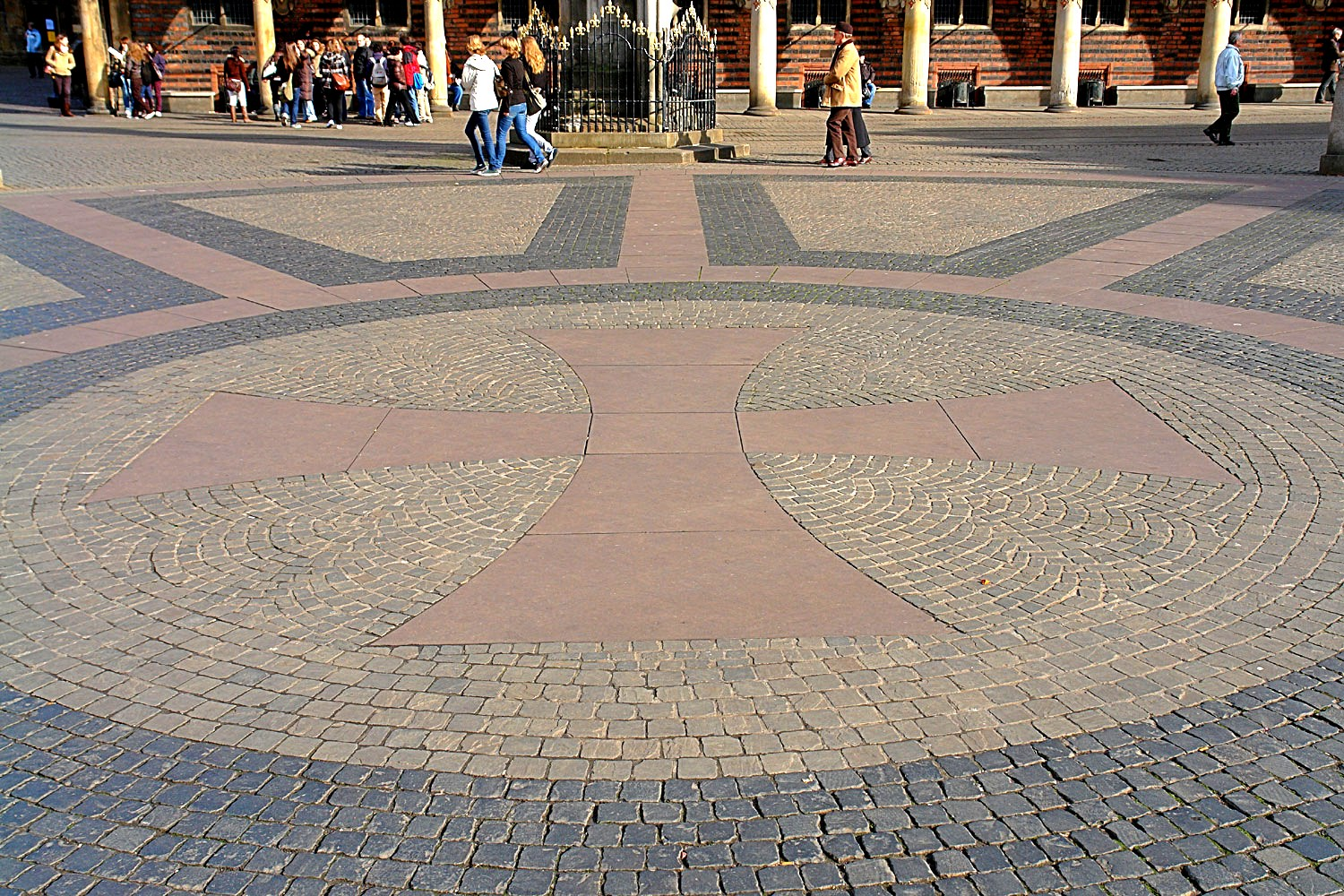
الرابطة الهانزية للصليب أمام رولاند : مقياس: حوالي خمسة 5 أمتار.

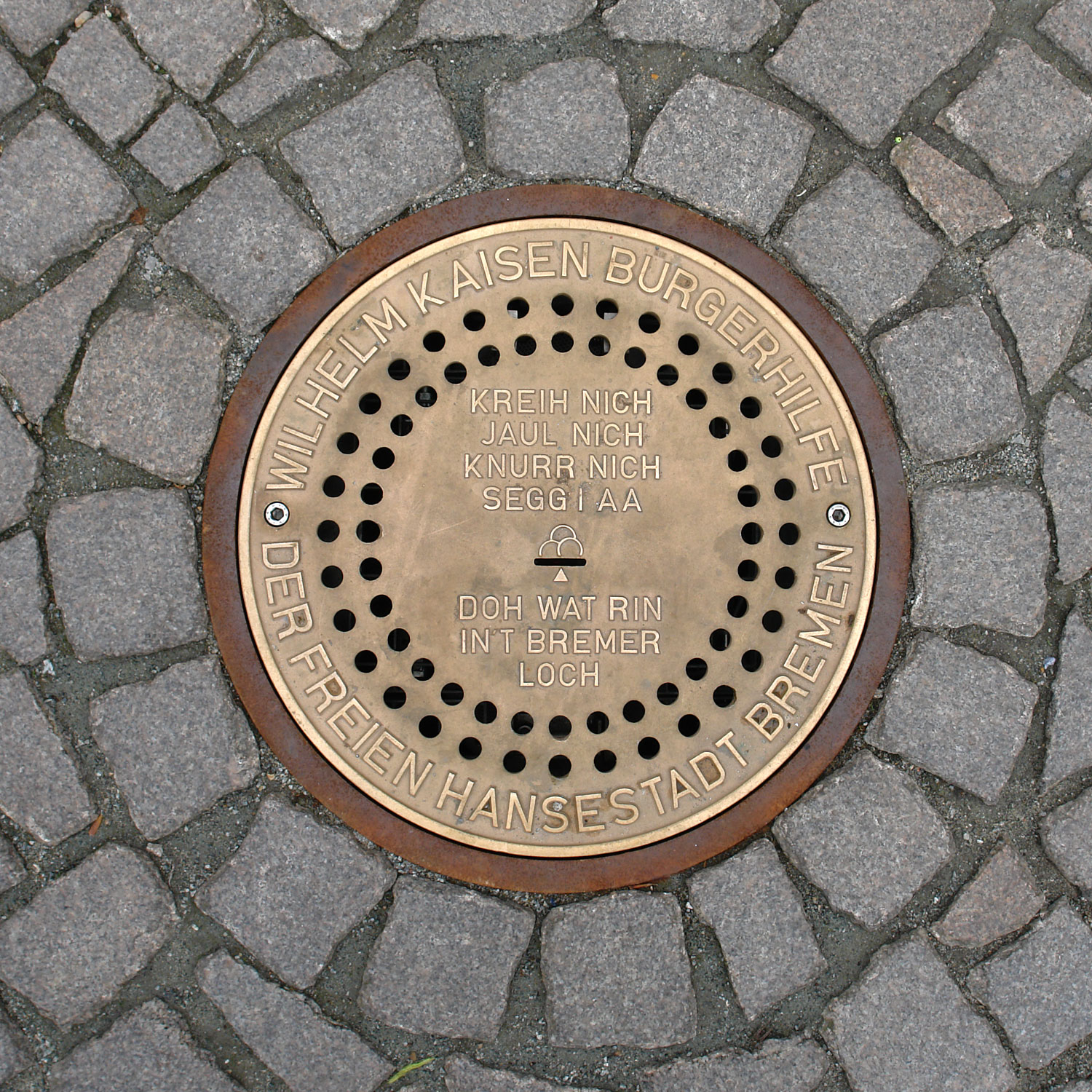
-- ثقب بريمر -- حملة لجمع التبرعات.